# Jüdische Gemeinde Obbornhofen, Bellersheim und Wohnbach
Die jüdische Gemeinde Obbornhofen, Bellersheim und Wohnbach wurde von den Juden in Obbornhofen, Bellersheim und Wohnbach gebildet. Juden lebten dort seit dem Beginn des 17. Jahrhunderts. Es war eine Gemeinde mit einem gemeinsamen Vorsteher.

## Gemeinschaftseinrichtungen
In Obbornhofen stand eine Synagoge, die heute als Wohnhaus erhalten ist. 1879 wurde die Synagoge errichtet.
Der jüdische Friedhof am Eichelberg war Begräbnisstätte für Obbornhofener, Bellersheimer und Wohnbacher Juden.
Eine jüdische Schule wurde 1888 im alten Rathaus Wohnbach untergebracht. Dort fand Religionsunterricht für die Kinder der Wohnbacher Juden statt. Seit etwa 1900 wurden die jüdischen Kinder aus den drei Orten von jüdischen Lehrern unterrichtet, welche von der Gemeinde bezahlt wurden.

## Geschichte
Erste Nachricht von einem Juden in Wohnbach erlangen wir im Zusammenhang mit der Münzstätte Södel. Die Beschaffung des für die Münzprägung benötigten Silbers erfolgte durch eine Gruppe von jüdischen Händlern, nämlich Süßmann aus Södel, Scholem von Münzenberg, Abraham von Wanebach und die Brüder Seligmann und Ruffmann Blaut Frankfurt am Main. Den Auftrag erhielten sie am 26. März 1621 durch den Vormund der jungen Grafen, Graf Joachim Friedrich von Mansfeld.
Die Wohnbacher Juden waren bis zur Judenemanzipation Schutzjuden der Grafen von Solms-Laubach, vorher bis zur Verpfändung des Ortes
Ende des 19. Jahrhunderts der Grafen zu Solms-Lich. Die Dörfer Obbornhofen und Bellersheim gehörten zu Solms-Braunfels.
Im Solms-Laubacher Amt Utphe wurden zwischen 1741 und 1744 die sogenannten „Betteljuden“ vom Wegzoll befreit.
Während der Regierungszeit des Grafen Christian August von Solms-Laubach (1738–1784) gab es Vordrucke für die Aufnahme von Schutzjuden. Für die Summe von 6 Gulden wurden sie für drei Jahre in die Grafschaft aufgenommen.
Mitte des 19. Jahrhunderts waren ein Großteil der jüdischen Gewerbetreibenden Kaufleute, Viehhändler und Handwerker. Es lebte aber auch eine nicht unerhebliche Anzahl in sehr ärmlichen Verhältnissen.

## Nationalsozialistische Verfolgung
Nach 1933 ist ein Teil der jüdischen Gemeindeglieder auf Grund der zunehmenden Entrechtung und der Repressalien weggezogen beziehungsweise ausgewandert, vor allem in die USA, nach Argentinien und Palästina.